# Pleorotus braueri
Pleorotus braueri är en spindelart som beskrevs av Simon 1898. Pleorotus braueri ingår i släktet Pleorotus och familjen jättekrabbspindlar.
Artens utbredningsområde är Seychellerna. Inga underarter finns listade i Catalogue of Life.